# Esteve de Pujasol
Esteban o Esteve (de) Pujasol (Fraga, 1562? - 1641) va ser un prevere, astrònom i psicòleg espanyol del segle xvii.

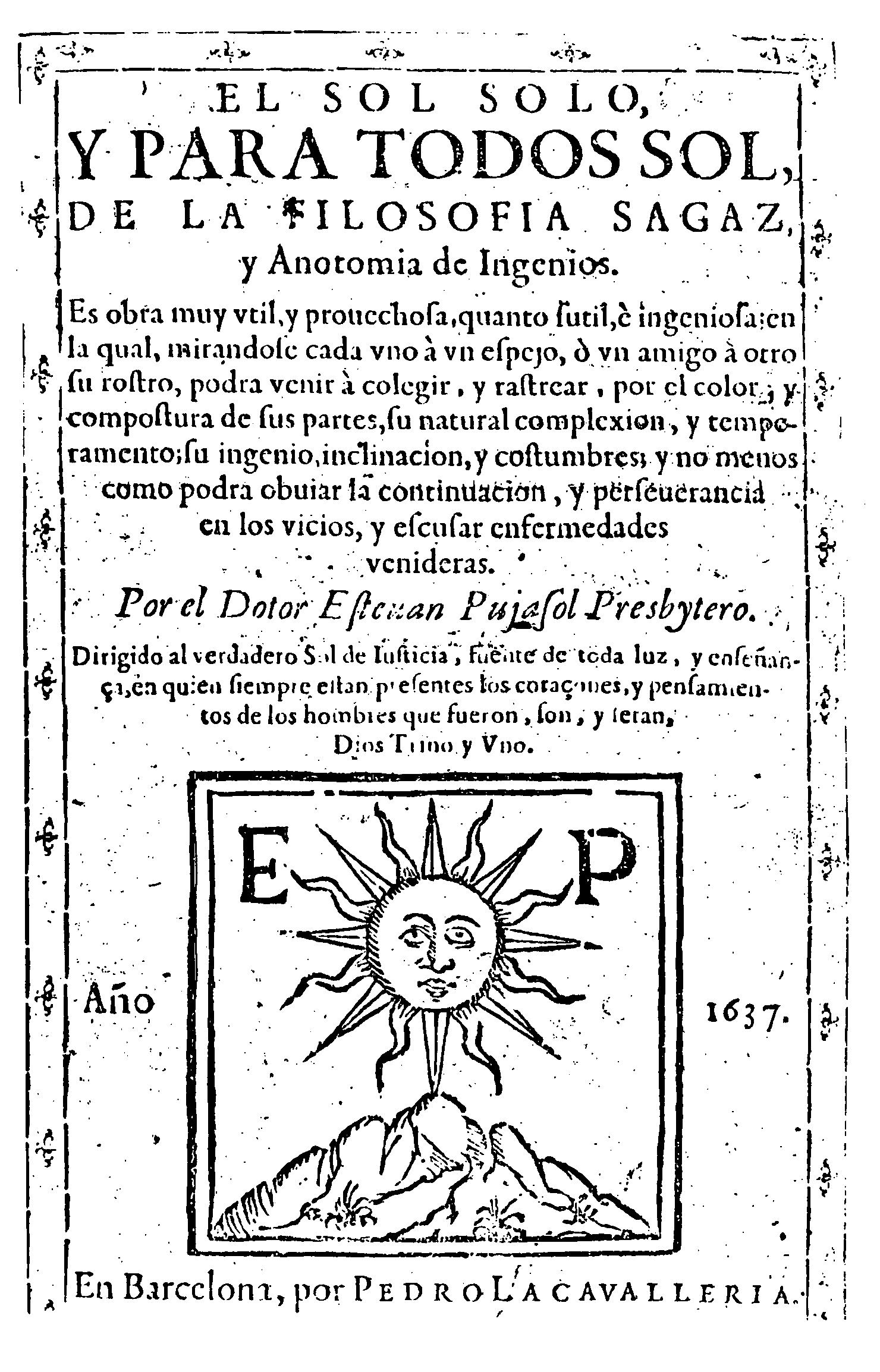
Portada de Filosofía sagaz y anatomía de ingenios de 1637.

## Biografia
Poc se sap sobre ell. Va aconseguir el títol de doctor i va seguir la carrera eclesiàstica. Almenys des de 1601 va publicar pronòstics astrológicos, taules adaptades al calendari gregorià i diàlegs sobre astronomia i els estels, així com la que és la seva obra més coneguda, El sol solo y para todos sol, de la filosofía sagaz y anatomía de ingenios, més coneguda com a Filosofia sagaz i anatomia de ingenios (Barcelona, 1637), un tractat de fisiognomia i Caracterologia en quatre llibres, del que hi ha edició moderna (Madrid, 1980). La seva intenció és que cadascun pugui mirant les seves faccions:
```
Venir a colegir y rastrear, por el color y compostura de sus partes su natural complexión y temperamento; su ingenio, inclinación y costumbres, y no menos cómo podrá obviar la continuación y perseverancia de los vicios y excusar enfermedades venideras
.
```

El llibre es divideix en altres quatre. El primer consta de quinze capítols dedicats cadascun a una part del cos: el cap, els ulls, la boca etc.; el segon es consagra a l'estudi de les faccions, fisonomia i color del rostre; el tercer s'aplica al coneixement del planeta dominant, del signe del Zodíac que l'influeix i de l'humor que el regeix i governa, i l'últim comenta els signes i senyals per conèixer quan un està malalt, i si tal malaltia és perillosa. Aquests dos últims llibres són els més fantasiosos.
Ibarz Serrat, reproduint idees de José Rodríguez Carracido, considera a Pujasol com a hereu i continuador de Juan Huarte de Sant Juan i el seu Examen de ingenios, dins de la teoria espanyola de l'enginy, i rebat amb molt fonament l'opinió d'alguns autors, com l'historiador de la medicina vuitcentista Antonio Hernández Morejón, segons la qual Pujasol va copiar a Huarte; de fet segueixen camins diferents i en molts punts arriben a conclusions oposades. Per exemple, Huarte afirma que en cada ventricle del cervell estan les tres potències, mentre que Pujasol afirma que cadascuna es troba localitzada en un lloc. Carracido s'inclina a creure que, encara que no cita a Huarte, el coneixia. La seva erudició és molt àmplia, però poc crítica, de manera que moltes de les seves precises observacions són desfigurades pel prestigi libresc dels antics auctores; per Carracido posseeix idees originals i Mar Rey Bueno el considera un dels pocs escriptors espanyols sobre fisiognomia.
Allargà fins al 1652 el Llunari o repertori dels temps de Joan Alemany del 1557.

## Obres
- El sol solo y para todos sol de la Filosofia sagaz y anatomía de ingenios... es obra muy vtil y prouechosa... en la qual mirándose cada vno a vn espejo o vn amigo a otro su rostro podrá venir a colegir y rastrear por el color y compostura de sus partes su natural complexion y temperamento..., (Barcelona, Pedro de Lacavallería, 1637). Hi ha edicions modernes: Madrid, Editorial Tres Catorce Diecisiete, 1980, i Madrid: Magalia, 2000.
- Para el año 1618 juyzio y natural observación acerca del conocimiento de los tiempos y sucessos del mundo que necessaria o frequentemente provienen de las causas naturales. Barcelona: Esteban Liberós, 1617.
- Discurso astronómico en que se declaran varios sucesos... como de los cometas que se aparecieron en nuestro horizonte, Sevilla: juan de Serrano de Vargas y Ureña, 1625.
- Discursos acerca de los tres soles, Barcelona: Esteban Liberós, 1622.
- El juyzio del cometa, s. l., s. n. 1618
- Tablas reformadas según el Kalendiario Gregoriano
- Lunario y pronóstico, s.i., s.l., 1601.